# ريويكي ميورا
ريويكي ميورا (باليابانية: 三浦 龍輝) (17 مايو 1992 في طوكيو في اليابان – )؛ هو لاعب كرة قدم ياباني سابق كان يلعب كحارس مرمى.

## وصلات خارجية
- ريويكي ميورا على موقع رابطة كرة القدم اليابانية للمحترفين (اليابانية)
- ريويكي ميورا على موقع قاعدة بيانات كرة القدم.إي يو (الإنجليزية)
- ريويكي ميورا على موقع Soccerway.com (الإنجليزية)
- ريويكي ميورا على موقع عالم كرة القدم.نت (الإنجليزية)
- ريويكي ميورا على موقع كووورة